# Tre Valli Varesine 1953
La Tre Valli Varesine 1953, trentatreesima edizione della corsa, si svolse l'11 ottobre 1953 su un percorso di 257 km. La vittoria fu appannaggio dell'italiano Nino Defilippis, che completò il percorso in 6h38'00", precedendo i connazionali Marcello Pellegrini e Bruno Monti.
Sul traguardo di Varese 39 ciclisti portarono a termine la competizione.  

## Ordine d'arrivo (Top 10)
| Pos. | Corridore           | Squadra      | Tempo    |
| ---- | ------------------- | ------------ | -------- |
| 1    | Nino Defilippis     | Legnano      | 6h38'00" |
| 2    | Marcello Pellegrini | Torpado      | s.t.     |
| 3    | Bruno Monti         | Arbos        | s.t.     |
| 4    | Gino Bartali        | Bartali      | s.t.     |
| 5    | Ivo Pugi            | Pibigas Pisa | s.t.     |
| 6    | Fiorenzo Magni      | Ganna-Ursus  | s.t.     |
| 7    | Alfredo Martini     | Welter-Ursus | s.t.     |
| 8    | Luigi Malabrocca    | Nilux        | s.t.     |
| 9    | Donato Zampini      | Benotto      | s.t.     |
| 10   | Angelo Conterno     | Fréjus       | s.t.     |